# Classification de Bautz et Morgan
La classification de Bautz et Morgan a été élaborée en 1970 par Laura P. Bautz et William Wilson Morgan pour catégoriser les amas de galaxies en fonction de leur morphologie. Trois types principaux sont définis : les types I, II et III. Des types intermédiaires (I-II, II-III) sont également autorisés. Un type IV a d'abord été proposé mais retiré avant que le document final ne soit publié.

## Classificiation
- Un amas de type I est dominé par une grande galaxie cD (en) brillante et supermassive. Abell 2029 et Abell 2199 en sont deux exemples.
- Un amas de type II contient des galaxies elliptiques dont la luminosité par rapport à l'amas est intermédiaire à celle de type I et de type III. L'amas de la Chevelure de Bérénice est un exemple d'amas de type II.
- Un amas de type III n'a pas de membres remarquables, comme l'amas de la Vierge. Le type III a deux subdivisions : les types IIIE et IIIS
  - Un amas de type IIIE ne contient pas beaucoup de galaxies spirales géantes
  - Un amas de type IIIS contient beaucoup de galaxies spirales géantes
- Le type IV, obsolète, regroupait les amas dont les membres les plus brillants étaient principalement des spirales[2].

## Exemples
|  | Exemple                          | Type        | Notes |
|  | -------------------------------- | ----------- | ----- |
|  | Abell 2199                       | Type I      |       |
|  | Abell S740                       | Type I-II   |       |
|  | Amas de la Chevelure de Bérénice | Type II     |       |
|  | Abell 1689                       | Type II-III |       |
|  | Amas de la Vierge                | Type III    |       |
|  |                                  | Type IIIS   |       |
|  |                                  | Type IIIE   |       |